# Apple M2 Pro
Apple M1 Pro Apple M3 Pro
L'Apple M2 Pro est un système sur une puce développé par Apple basée sur l'architecture ARM.

## Conception

### CPU
La puce est proposée en version 10 cœurs et 12 cœurs. Tous deux possèdent 4 cœurs économes basés sur la micro-architecture Blizzard et sont cadencés à 2,42 GHz. Elle dispose de 6 ou 8 cœurs haute performance basés sur la micro-architecture Avalanche de la puce M2.
Les cœurs performant disposent de 192 Kos de cache d'instructions L1 et 128 Ko de cache de données L1 ainsi que de 36 Méga-octet de cache L2 partagé. Les cœurs efficaces disposent eux de 128 Ko de cache d'instructions et 64 Ko de cache de données ainsi que de 4 Mo de cache L2. Apple annonce jusqu'à 25 % de performance supplémentaire comparé au CPU de la puce Apple M1 Pro.

### GPU
Elle dispose de 16 cœurs graphiques pour la version avec 10 cœurs CPU et de 19 cœurs graphiques pour la version avec 12 cœurs de CPU. Les cœurs sont cadencés à une fréquence max de 1,398 GHz ainsi que d'une consommation de 20 Watt. Apple annonce une amélioration de l'ordre de 30 % comparée à son prédécesseur.

### Autres caractéristiques
Le M2 Pro contient une puce d'accélération de réseaux de neurones informatiques dédié dans un moteur neuronal à 16 cœurs (Neural Engine), capable d'exécuter 15 800 milliards d'opérations par seconde. Les autres composants incluent un processeur d'image, un contrôleur de stockage PCIe, un contrôleur USB4 prenant en charge Thunderbolt 3 et une Secure Enclave. La puce M2 Pro intègre 40 milliards de transistors, soit le double de la puce M2 et une augmentation de 20 % par rapport à la puce M1 Pro. La puce est gravée avec le procédé 5 nm de deuxième génération (N5P) du fondeur TSMC, une version améliorée du procédé N5 utilisé pour les puces M1.
Les codecs pris en charge sur le M2 Pro incluent H.264 8K, H.265 8K (8/10 bits, jusqu'à 4:4:4), Apple ProRes 8K, VP9 et JPEG. La puce dispose de l'accélération ProRes pour l'encodage et le décodage, ce qui permet de lire plusieurs flux vidéo ProRes 4K et 8K. La M2 Pro peut ainsi lire simultanément jusqu'à 23 flux en ProRes 4K, ou jusqu'à cinq flux en ProRes 8K.
Elle intègre jusqu'à 32 Go de mémoire vive (RAM) LPDDR5-6400 et d'une bande passante mémoire de 200 Go/s utilisables par tous les composants du SoC. La puce intègre le Wifi 6e et le Bluetooth 5.3. Elle dispose de la prise en charge du protocole HDMI 2.1 et supporte l'affichage en résolution 8K jusqu’à 60 Hz ainsi que l'affichage en résolution 4K jusqu’à 240 Hz.

## Produits utilisant la puce M2 Pro
- MacBook Pro 14 et 16 pouces (début 2023)
- Mac mini (début 2023)